# 야마기와 다이시로

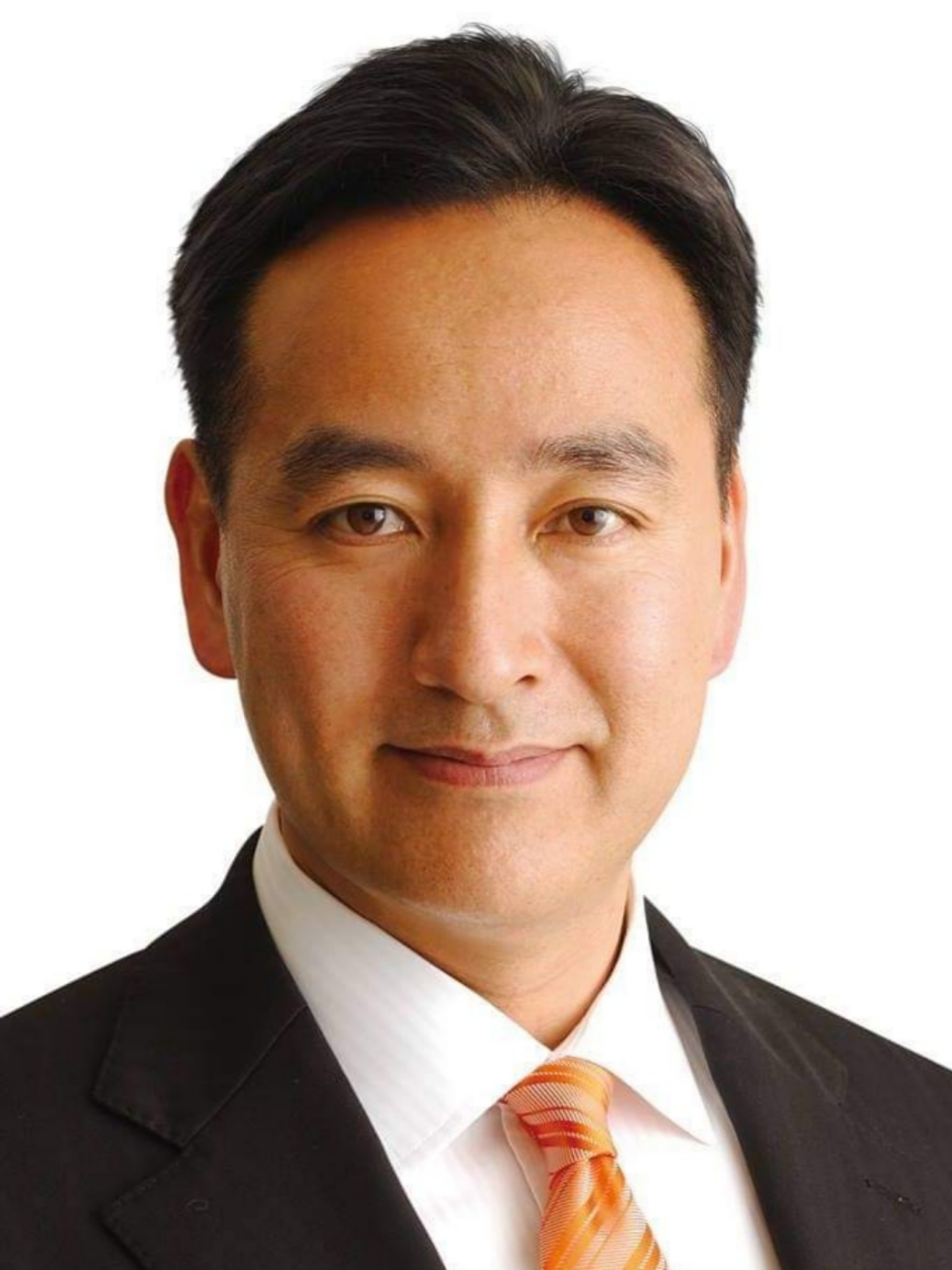
야마기와 다이시로

야마기와 다이시로(山際大志郎, 1968년 9월 12일 ~ 일본 도쿄도)는 일본의 정치인이며 자유민주당 소속의 중의원 (6선)이다. 지역구는 가나가와현 제18구이다. 제1차 기시다 내각과 제2차 기시다 내각에서 경제재생담당대신을 맡고 있다.

## 역대 선거 결과
|  | 33.95% |

|  | 53.74% |

|  | 36.41% |

|  | 40.92% |

|  | 39.95% |

|  | 51.14% |

|  | 47.70% |